# Rute, Bistrica v Rožu
Rute (nemško Rabenberg) je naselje v Občini Bistrica v Rožu v Okraju Celovec-dežela na Koroškem v Avstriji.